# Naturschutzgebiet Talsystem Kohlweder Bach

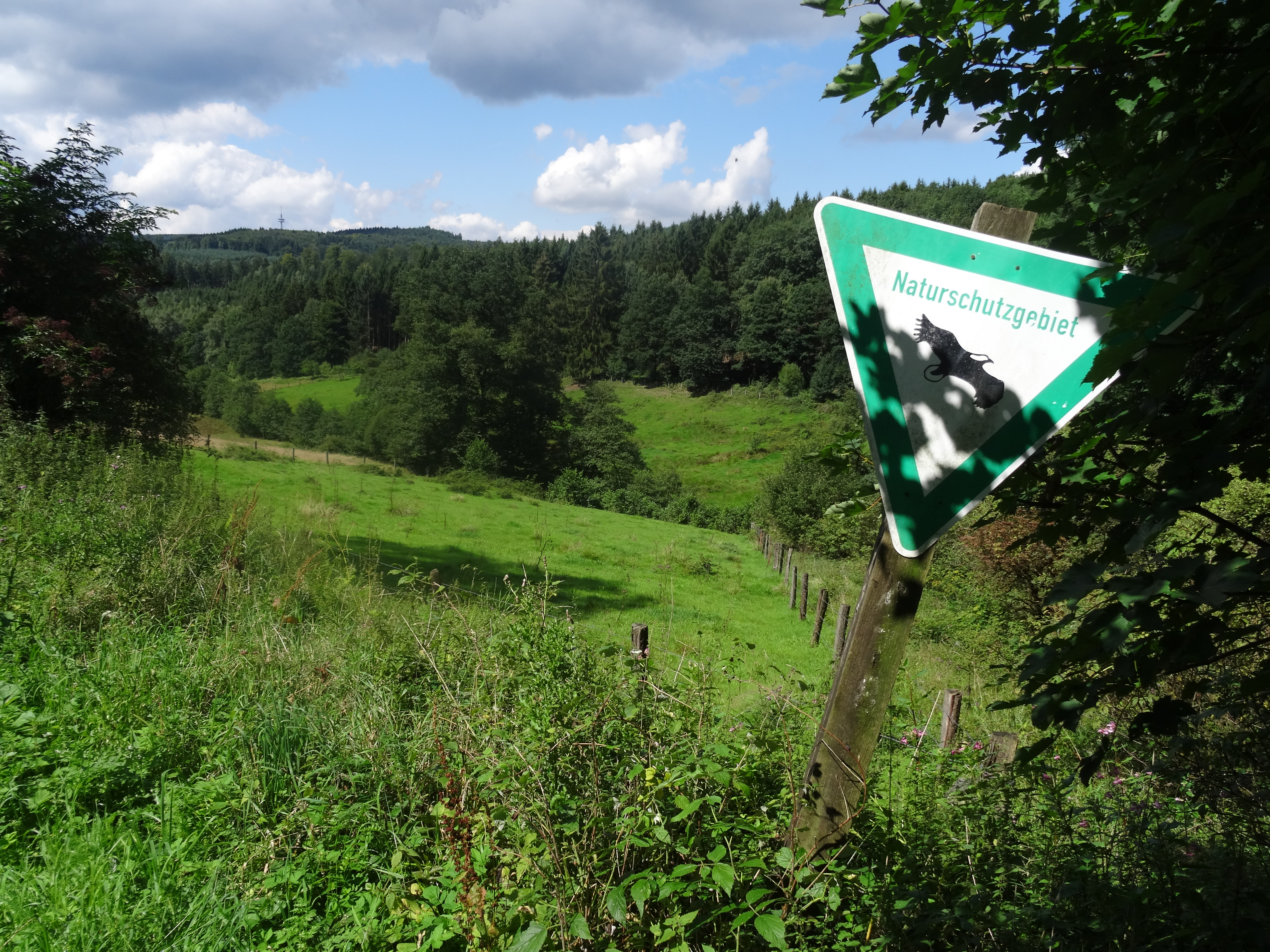
Naturschutzgebiet Talsystem Kohlweder Bach

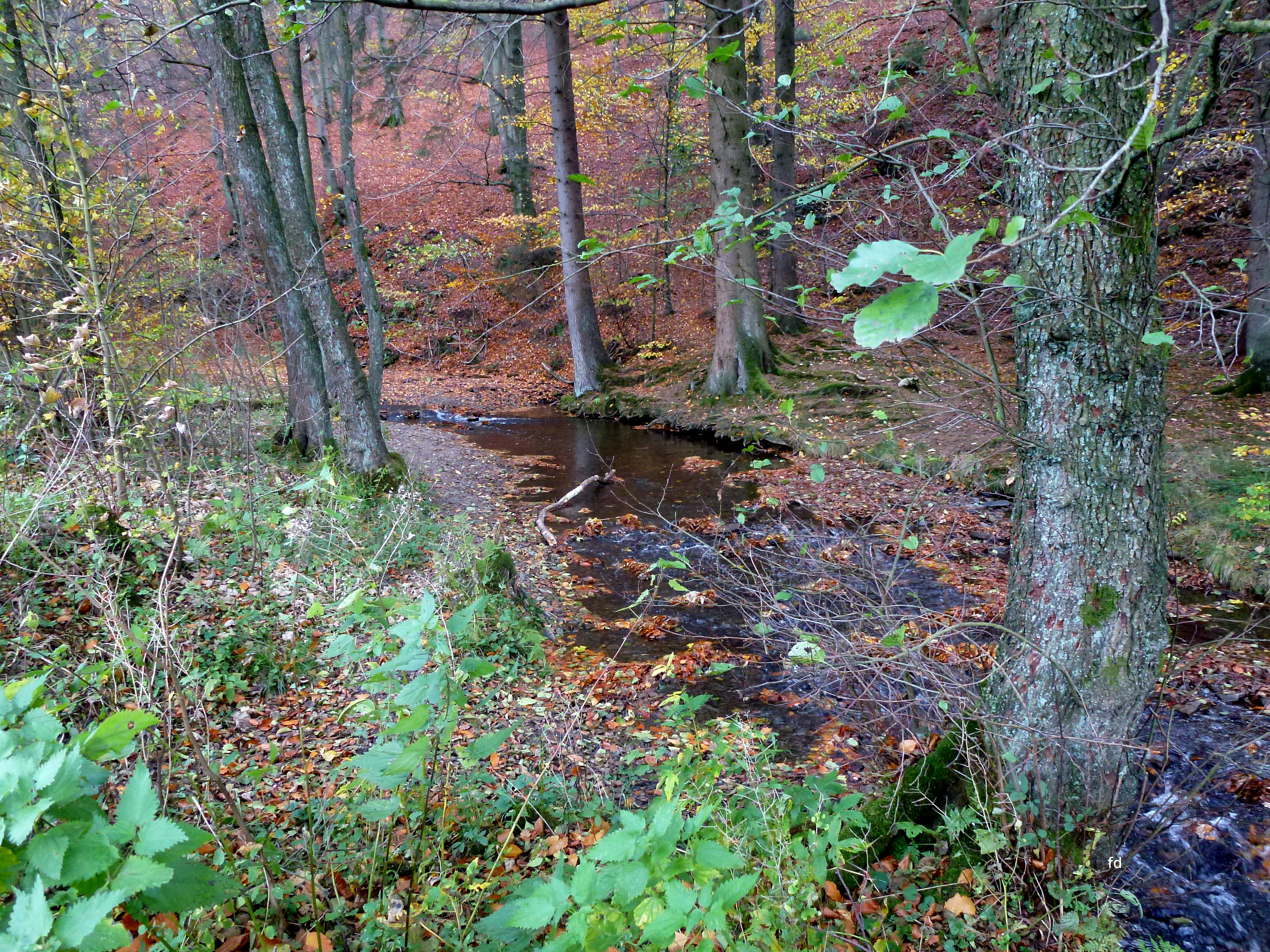
Der Kolwederbach

Das Naturschutzgebiet Talsystem Kohlweder Bach mit einer Flächengröße von 141,23 ha liegt nördlich von Eversberg im Stadtgebiet von Meschede. Das Gebiet wurde 1994 durch den Kreistag des Hochsauerlandkreises mit dem Landschaftsplan Meschede als Naturschutzgebiet (NSG) mit einer Flächengröße von 4,4 ha ausgewiesen. Bei der Neuaufstellung des Landschaftsplanes Meschede wurde das NSG dann erneut ausgewiesen und um ein vielfaches vergrößert.

## Gebietsbeschreibung
Beim NSG handelt es sich um das Talsystem des Kohlweder Baches. Die Talbereiche und ins NSG einbezogene Unterhang-Wälder sind in der Regel bewaldet. Im Haupttalzug des Kohlweder Baches liegt hingegen Grünland unterschiedlicher Feuchtegrade und Nutzungsintensität. Ein Teil der Grünlandflächen ist brachgefallen. Beim Grünland handelt es sich teilweise mit Feucht- bzw. Nassgrünland. Im Bereich Aschenhütten wurde Anfang der 1970er Jahre ein Feuerlöschteich angelegt, der sich seit einigen Jahren Graugänsen als Brutplatz dient. Die Seitentälchen von der Kleinen Steinmecke im Westen bis zur Wallmecke im Nordosten weisen auf fast durchgehend feuchtem Talgrund einige Erlenbruchwald-Relikte auf. Die naturnahen Bachläufe werden weitestgehend von Erlensäumen begleitet. Neben Ahorn-Eschen-Buchen-Mischwaldbereichen sind auch größere Talabschnitte von Fichtenaufforstungen geprägt, die aber im Zuge bauplanungsrechtlicher Kompensationsfestsetzungen zunehmend durch eine naturnahe Bestockung ersetzt werden. Diese Kompensations-Maßnahmen finden teils bis in die Quellzuflüsse dieser Seitentälchen statt.
Am Heidbeil zwischen der Kleinen Steinmecke und der Großen Steinmecke wurde ein Buchen-Eichen-Mischwald verschiedener Altersstadien in das NSG einbezogen. In dem Wald wächst Buche häufig als Naturverjüngung bzw. zweite Baumschicht unter dem Schirm älterer Eichen heran. Genauso wurde der nördliche bewaldete Unterhang des Schnettenberges mit etlichen kleinen Siepenzuflüssen und felsenreichen Prallhangzonen zum Kohlweder Bach in das NSG einbezogen.
Im NSG wurde eine größere 2-stellige Zahl an teils sehr kleinräumigen und linienhaften Biotoptypen, welche unter dem gesetzlichen Biotopschutz nach § 30 BNatSchG fallen, vom Landesamt für Natur, Umwelt und Verbraucherschutz Nordrhein-Westfalen kartiert.
Die mit Fichten fehlbestockten Siepenbereiche sollen durch heimische Laubbäume ersetzt werden und natürlich aufkommende Naturverjüngung anderer Baumarten soll beseitigt werden. Durch bauplanungsrechtliche Kompensationsmaßnahmen wurde der geplante Waldumbau bereits eingeleitet.

## Schutzzweck
Zum Schutzzweck des NSG führt der Landschaftsplan neben den normalen Schutzzwecken für alle NSG im Landschaftsplangebiet auf: „Schutz eines regional bedeutsamen Fließgewässersystems mit grünlandgeprägtem Haupttalzug und weitgehend naturnah bewaldeten Nebensiepen in seiner ökologischen Vielfalt; Sicherung der landschaftlichen Qualität dieses siedlungsnahen Erlebnisraumes für die stille Erholung (Vermeidung einer „Möblierung“); Erhaltung und Weiterentwicklung von Sonderbiotopen, die sich sowohl in den Nebensiepen (Feuchtwaldstandorte) als auch im Grünland (Feucht- und Nasswiesen) finden; Schutz der verbindenden Kontaktbiotope in den Wald- / Gewässer-Übergangsbereichen.“